# Lecanorchis
Lecanorchis é um género botânico pertencente à família das orquídeas (Orchidaceae). É composto por cerca de dezasseis espécies dispersas pelo Sudeste Asiático, no entanto a maioria concentrada em Honshu, no Japão, considerado seu centro de dispersão. Geralmente vivem em florestas perenes abaixo de 1.500 metros de altitude. São plantas terrestres, monopodiais, saprófitas, intermediárias de Epistephium e Vanilla, dos quais distinguem-se facilmente por não sintetizarem clorofila nem realizarem fotossíntese. Retiram seus nutrientes por meio de simbiose com fungos existentes em material orgânico em decomposição depositado no solo das florestas. São plantas afilas, ou seja, sem folhas, cujos caules são bastante delicados, de cores escuras ou mesmo negros. Suas flores são poucas, de cores discretas e não se abrem muito bem. As sementes deste gênero são únicas entre as orquídeas pois apresentam duas longas extensões projetando-se para fora do corpo da semente. Todas estas características fazem das Lecanorchis plantas muito pouco desejáveis e bastante difíceis de cultivar. A espécie tipo é a Lecanorchis javanica, descrita por Blume em 1856.

## Espécies
1. Lecanorchis amethystea Y.Sawa, Fukunaga & S.Sawa (2006)
2. Lecanorchis bicarinata Schltr. (1922)
3. Lecanorchis brachycarpa 8Ohwi. (1938)
4. Lecanorchis ciliolata J.J.Sm. (1929)
5. Lecanorchis flavicans Fukuy. (1942)
6. Lecanorchis japonica Blume (1856)
7. Lecanorchis javanica Blume (1856) - especie tipo
8. Lecanorchis kiusiana Tuyama (1955)
9. Lecanorchis malaccensis Ridl. (1893)
10. Lecanorchis multiflora J.J.Sm. (1918)
11. Lecanorchis neglecta Schltr. (1911)
12. Lecanorchis nigricans Honda (1931)
13. Lecanorchis seidenfadenii Szlach. & Mytnik (2000)
14. Lecanorchis sikkimensis N.Pearce & P.J.Cribb (1999)
15. Lecanorchis suginoana (Tuyama) Seriz. (2005)
16. Lecanorchis thalassica T.P.Lin (1987)
17. Lecanorchis vietnamica Aver. (2005)
18. Lecanorchis virella T.Hashim. (1989)